# 圣马尔塔德尔塞罗
圣马尔塔德尔塞罗，是西班牙卡斯蒂利亚-莱昂塞戈维亚省的一个市镇。 总面积15平方公里，总人口53人（2001年），人口密度4人/平方公里。